# Sigbrit Villoms
Sigbrit Villoms, kaldet mor Sigbrit, var mor til Dyveke, Christian 2.s frille. På gravstenen står hendes hollandske døbenavn Sibrecht, der blev fordansket til Sigbrit. Den nederste del af gravstenen befinder sig i dag på Nationalmuseet.

## Bergen
Sibrecht/Sigbrit kom fra Amsterdam, hvor hendes søster Wilm Willums blev boende. Deres bror Herman Willums tjente ved Bergenhus fæstning i Bergen, og var sandsynligvis grunden til, at hans søster Sigbrit også slog sig ned i byen med sin datter Dyveke, som hun havde fået med en Ottike. Muligvis var Sigbrit Ottikes enke; men hun fortsatte med at kalde sig Willums. Christian 2. besøgte Bergen i 1507 og 1509, og en af gangene lærte han Dyveke at kende. Deres forhold var efter aftale mellem ham og pigens mor. Dyvekes morbror Herman blev i 1512 indsat som kongens høvedsmand på Bergenhus. Om det skrev Absalon Pedersson Beyer, at Herman Willums fik den stilling "ved Sigbrits hjælp". Beyer nævner også, at det var efter Sigbrits ordre, at gaderne i Bergen blev brolagt fra Sigbrits hjem og frem til Bergen domkirke. Det regnes som Norges ældste brolægning og blev genfundet i 2017.

## Danmark
Da Christian 2. vendte tilbage til Oslo, lod han bygge et stenhus (i Bjørvika lige ved Akershus fæstning), der blev Dyvekes og mor Sigbrits hjem. I 1513, da han blev konge af Danmark, flyttede han dem til Hvidøre slot. Senere købte han ejendommen på hjørnet af Amagertorv til dem, kun nogle minutters spadsertur fra Københavns slot, hvor han boede med sin kone, dronning Elisabeth.
Sigbrit var Christian 2.s højre hånd, og hun hjalp ham i statssager. Kongen og Sigbrit så en række muligheder på Amager, som var et stort stykke agerland tæt på København. De inviterede nederlandske bønder til at slå sig ned i Danmark. Fra Amager skulle de forsyne slottet med blandt andet rodfrugter, løg, smør og ål. I 1971 var en fjerdedel af Amagers indbyggere stadig af nederlandsk oprindelse.
Christian 2. var optaget af at sætte sit præg på sine erobringer og reformere samfundet ved et omfattende lovgivningsarbejde, en ny landslov og en bylov i 1521. Især byloven viser påvirkning fra Nederlandene, som når den øverste embedsmand fik den nederlandske titel skultus. Sigbrit med sin hollandske baggrund har derfor fået meget af ansvaret for indholdet.

## Dyvekes død
I 1517 døde Dyveke helt uventet. Hun var ung, sund og rask, og Sigbrit lagde i sin fortvivlelse skylden på ærkebiskoppen af Nidaros, Erik Valkendorf. Han opholdt sig i Trondheim, da Dyveke døde i København, så Sigbrit må have ment, at han fik andre til at begå drabet. "Gud ved, at jeg er uskyldig," klagede Valkendorf. "Hun siger, at det skal koste mig livet." Sigbrit havde været rasende på Valkendorf, siden kongen giftede sig, og Valkendorf, der havde hentet bruden til Danmark, overbragte beskeden fra hendes habsburgske familie om, at Dyveke måtte forlade Danmark, nu hvor kongen var blevet en gift mand. Men ærkebiskoppen havde kun overbragt habsburgernes budskab; han stillede sig heller ikke bag truslen om, i modsat fald, at spille hende "et groft puds" (une grosse finesse).

## Kongens rådgiver
Sigbrit var hverken konfliktsky eller diplomatisk. I 1517 kom pavens udsending Giovannangelo Arcimboldi fra Milano til Danmark for at sælge afladsbreve til finansiering af byggearbejder på Peterskirken. I 1518 rejste han til Sverige og fremforhandlede en kortvarig våbenhvile mellem kong Christian og Sten Sture den ældre, men blev så gode venner med Sture, at denne ville indsætte ham som ærkebiskop i Uppsala. Da Christian 2. hørte det, beslaglagde han Arcimboldis gods i Danmark, også de store beløb indtjent på afladssalg. Italieneren blev arresteret i Skåne, men klarede at flygte tilbage til Sverige og videre til Rom. Undervejs tilskrev han kong Christian om, at Sigbrit skulle have sagt, at havde hun været konge, ville hun "drukne den legat og hele hans følge, og tage alt hans gods og hans penge". Arcimboldi skrev, at han havde større grund til at frygte Sigbrit end kongen. Men de trusler, hun angivelig var kommet med, havde han fra andre; han havde ikke selv hørt dem.
I 1519 påtog Sigbrit sig ansvaret for Øresundstolden og flyttede indkrævningen fra Helsingør til København, samtidig som toldsatserne blev henimod fordoblet. Hanseaterne, som hidtil var sluppet for at betale, blev nu også afkrævet told. Klagerne var mange og højlydte. En købmand oplevede, at Sigbrit ikke kun beslaglagde hans varer, men også fjernede anker og tov fra hans fartøj til brug for kongens forsyningsskibe i krigen mod Sverige, så hans skib lå tilbage som et vrag - ovenikøbet efter, at kongen havde tilladt ham at sejle videre. Sigbrit lod sig ikke påvirke af klagerne, men havde kun ét mål for øje: At fremskaffe midler til Christian 2.s genoprettelse af Kalmarunionen.
I 1521 og 1522 stod Sigbrit på højden af sin magt. Hun stod for omtrent alle større ind- og udbetalinger i kongens navn, og holdt opsyn med told- og møntvæsenet. Enorme beløb passerede gennem hendes hænder. I december 1522 modtog hun på Københavns slot nyslåede mønter til en værdi af 5.000 mark, i form af omkring 900.000 mønter. I sit hus ved Amagertorv holdt hun en stab af skrivere, der også talte mønterne. Hun kunne skrive til kongens bankmand i Amsterdam, Pompius Occo, og anmode om 500 guldgylden til bankhuset Fuggers repræsentant i byen, så kongens udsending i Rom fik pengene udbetalt fra Fuggers kontor i pavens by. Sigbrit var også involveret i fordeling af forsyninger, madvarer og våben i Danmark, Norge og Sverige.
Sigbrit havde også ansvaret for at opfostre kongens børn med dronningen. Åbenbart havde hun også medicinsk kundskab. Da Christian 2.s søster en gang var syg, sendte en af kongens rådgivere hende en recept, "som Sigbrit selv har lært mig". I Pompius Occos regnskaber fremkommer også en større udbetaling for indkøb til apoteket, "som Sigbrit Willems skrev efter, og jeg sendte hende". Jørgen Hanssøn i Bergen skrev i foråret 1521, at Sigbrit havde lovet ham korn fra Viken, da han var i København om vinteren, men kornet kom ikke, da det i stedet behøvedes på Älvsborg. Hun havde lånt en hollandsk foged, Tonis Merscaert i Oslo, 400 mark, som han investerede i et skib, der handlede med Nederlandene og Tyskland. Lensherren i Oslo, Hans Mule, havde også en andel i forretningerne. I maj 1522 var et skib fra København undervejs til Amsterdam med rug. Det havnede nær kysten af Skotland, hvor det blev opbragt af engelske orlogsskibe, der fastslog, at den halve last tilhørte enken Sigbrit, "som står kongen af Danmark nær". Måske var det det skib, som Merscaert havde investeret i. I så fald var det et tabsprojekt; mandskabet blev landsat, rugen solgt i Newcastle, og skibet sendt til Ipswich. 
En førstehåndsberetning om et møde med Sigbrit kom fra Ambrosius Storm, der fra Danzig kom til København sommeren 1521. Kongen var da i udlandet, og Storm anmodede Sigbrit om at få Danzig fritaget fra de nye toldsatser, som hun og kongen havde indført.  Han kom ingen vegne. Hun afviste hans argumenter om hævd og gammel sædvane med kraftige angreb. "Jeg vil have sagt først som sidst: Jeg har ordre fra min nådige herre om ikke at ændre noget." Hun fremhævede dog det positive for hanseaterne i de nye love; for tidligere havde ejerne af det land, hvor vraggods fra forliste skibe skyllede op, haft ret til det - men det var nu ændret til, at ejerne af vraggodset fik det tilbage. Sigbrit mente, at dermed var de tyske købmænd tryggere i kong Christians lande end i hjemlandet. Så gik hun til angreb vedrørende et skib, hun havde hørt, svenskerne skulle have kapret - og derefter sejlet til Danzig og fået solgt lasten der. En vis Gabriel Boddeker  i Danzig skulle også have bagtalt kong Christian og sammenlignet ham med "en jøde og en hund", så tårerne løb hos kongen, da han hørte, at manden ikke var blevet straffet for den omtale. Storm vendte tilbage til de forhøjede toldsatser, at tidligere betalte man ni danske penninger i skat pr ror på sildemarkedet i Skåne. "Hvad slags konge skulle det være, som kun tog ni penninger pr ror?" svarede Sigbrit. Storm mødte hende til flere samtaler under sit ophold i København, og fandt hende venlig, når det passede hende, men ikke til at rokke. Når hun ikke ville høre indvendinger, viste hun til, "at dronningen, kongen eller rigsrådet havde givet hende ordre, men alle viste de tilbage til hende". 

## Anklager om trolddom
I et brev fra Nykøbing dateret 17. juni 1521, skrev Christian til dronningen, at han rejste væk en tid, og at det skulle holdes hemmeligt, så kun dronningen selv og Sigbrit fik kendskab til hans fravær. Imidlertid rejste han til Amsterdam, hvor Sigbrits søster Wilm boede, ligeså deres bror Herman, der repræsenterede Christian 2.s interesser i Amsterdam og havde forhandlet med det burgundiske hof om dronningens ubetalte medgift. De to søskende opsøgte Erik Valkendorf, som da var i byen og følte sig truet af dem, da de sagde, at Sigbrit stadig lastede ham for Dyvekes død. "Min søster vil sætte dig i fangetårnet, hun vil se dig død," sagde Wilm. Herman skal have sagt til Valkendorf, at kongen havde lovet Sigbrit, at ærkebiskoppen skulle dø. Få dage senere ankom kongen Amsterdam og sendte samme aften bud til byrådet i Amsterdam om at få arresteret Valkendorf, med en falsk anklage om, at han skulle have stjålet Nidarosdomens guld og skatte. Valkendorf fik indtryk af, at kongen ville have dræbt ham den nat, hvis han havde kunnet.
Ærkebiskoppen bragte sig i sikkerhed i Utrecht, som den gang var et uafhængigt ærkebispedømme. Derfra tilskrev han det danske rigsråd og tilbød at stå til rette for dem, hvis paven gav dem myndighed til at dømme. Valkendorf angreb åbent Sigbrit i brevet; hun havde lagt ham for had: "Jeg mærkede sandheden i Sigbrits og hendes datters ord i min herres (dvs. kongens) bryllup, da de sagde åbent, at min herre havde lovet hende og hendes datter at hade mig og alle mine." Sigbrit tilgav ham aldrig for at have overbragt hertug Karls budskab om, at kongen måtte sende Dyveke bort. "Siden den gang, da Sigbrit og hendes datter blev vrede på mig, har jeg og St. Olavs tjenere hverken nydt lov eller kirkens frihed." Det danske rigsråd kom i en slem knibe og ventede længe med at besvare brevet. De fleste fandt selv Sigbrit utålelig, men turde ikke at sige det åbent. I stedet skrev de, at Valkendorf intet havde at frygte, hvis han var uskyldig. Da havde han allerede søgt tilflugt i Vatikanet. 
Tidligt i 1522 blev der valgt en ny pave, Hadrian 6., som havde været ved det burgundiske hof og tjent som Valkendorfs tolk, den gang han hentede dronning Elisabeth i 1515. Ved godt mod skrev Valkendorf åbenhjertigt til det danske rigsråd, at han frygtede for, at Sigbrit "ved mere end hun burde efter kristenretten", dvs. han anklagede hende for at være en heks. "Hun siger åbent...at kongen ikke skal gøre andet end det, hun vil have gjort, og selv om han ville, skulle han ikke have magt til det, så længe hun er ham nærmere end ti mile." 
Det var meget alvorlige anklager. Historikere i 1500-tallet tog Sigbrit for at være en heks. Arild Huitfeldt beskrev det som en kendsgerning, at hun kunne fremmane djævelen. Valkendorfs trolddomsanklager kan have været hans sidste forsøg på forsoning med kongen. Ved at anklage hende for at være en heks, fritog han kongen for skyld ved at gøre ham magtesløs, "for kongen frygter hende selv, og hverken tør eller vil modsige hende...Hans nåde er dydig og god nok, når Hans nåde har gode rådgivere." Christian 2.s straffelov fra 1522 fastsatte dødsdom for trolddomsudøvelse. Ingen var dømt efter den, men det nærmede sig - de første dødsdomme faldt i Kiel i 1530.  

## Sigbrit får skyld for kongens fejltrin
Sigbrit var for højtstående til, at nogen i Christians kongeriger turde at anklage hende åbent for hekseri. Men opfatningen bredte sig udenfor Norden. En engelsk diplomat i Brüssel skrev i januar 1523, at kongen af Danmark var "endnu grusommere end før, og mere styret af sin heks end nogensinde".
20. januar 1523 stillede en række rigsrådsmedlemmer i Viborg sig bag en opremsning af Christians fejltrin: Hans fordrivelse af Erik Valkendorf; henrettelsen af Knut Knutsson Båt på Båhus, skønt Knutsson var frikendt af rigsrådet; al krig, skatter, told og tunge forbud - og ikke mindst, blodbadet i Stockholm. Jyllands biskopper og adel frygtede for, at han planlagde det samme for dem, som han havde gjort "efter den onde kvinde Sigbrits råd, som skamløst har kaldet os af rigets adel for kæltringe og forrædere. Vi har fortjent andet end galge, sæk og sværd, som hun har lovet os, og hun har holdt ord før." Rigsrådene gav i rene ord Sigbrit skylden for blodbadet i Stockholm, og viste til rygter om, at kongen havde tilkaldt lejesoldater for at overfalde den jyske adel, "efter samme kvindes råd og tilskyndelse". De skrev lige ud, at de ikke kom til mødet med kongen i Århus, fordi de ikke turde, og kundgjorde for mængden i Viborg, at kong Christian nu var afsat. Videre sendte de bud ud til Jylland, at alle mænd over 18 år skulle møde med våben. Christians nye lovværk blev smidt på bålet. 
29. januar 1523 fik Frederik 1. tilbudt kongekronen. I februar fødte den 21-årige Elisabeth en lille dreng, men han døde efter 8 dage. Rygtet forlød, at barnet var blevet forsømt, enten af Sigbrit eller af "jomfruerne" (dronningens hofdamer). "Sigbrit beskylder jomfruerne, og de beskylder Sigbrit," skrev en spion fra Lübeck. Kongen var på Fyn og vidste ikke, at hans nyfødte søn var død. Til sin kone skrev han: "De skylder ikke på andre end mor Sigbrit. Vi beder dig kærligt om at tage hende til dig, og bed hende i hemmelighed om at holde sin mund. Lad hende være på slottet hos dig til Vi kommer hjem, for ellers kan det gå værre med hende end det hidtil har gjort. Forsøm ikke dette, hvis du vil have, at Vi skal komme helskindet hjem."
6. marts ankom Frederik 1. Viborg, hvor han blev hyldet som konge af Danmark. Sigbrits situation var nu prekær. Oprørerne havde viet flere afsnit af oprørserklæringen til hendes misgerninger. Nu fik kong Christian brev fra folk, der opsagde troskaben til ham. Høvedsmanden på Koldinghus, Oluf Nielsen Rosenkrantz, skrev 17. marts, at han gerne ville have holdt sig til kongen, men "jeg har hørt, at Sigbrit aldrig har været mægtigere hos Deres nåde end nu. Derfor tør jeg ingenlunde overgive mig til Deres nåde, for jeg har hørt, at hun har mange unyttige ord, både om mig og andre."  Igen vises til, hvad han har hørt fra andre - han har ikke hørt det fra Sigbrit selv.
Lensherre Peder Ebbesen Galt i Odense skrev 19. marts, at han havde tænkt at drage til kongen på Sjælland, indtil han hørte, at kongen havde tænkt at halshugge ham ved ankomst. "Jeg har hørt, at Sigbrit daglig råber, at hun ikke vil være tilfreds, før hun får halshugget alle danske riddere, og kalder dem forrædere." Samme dag skrev Mogens Gøye, der var Christians stedfortræder ved brylluppet i Brüssel, fra Skanderborg, at også han helst var draget til kongen på Sjælland, men at Sigbrit "endnu står så stærkt i Deres nådes gunst og statsstyrelsen som hun nogensinde har." Hun skal have anklaget ham for illoyalitet. "Derfor tør jeg ikke at tage afsted til Deres nåde, for jeg frygter for, at hun lyver halsen af mig. Det har hun prøvet på før." Høvedsmand på Høneborg, Erik Krummedige, skrev: "Der går her et ukristeligt rygte om den onde kvinde Sigbrit, at hun aldrig har regeret mere, eller haft mere magt over Deres nåde, end hun har nu." Tidligere havde hun kaldt ham forræder og tyv.
Biskop i Roskilde, Lage Urne, var på Sjælland, men flygtede til Jylland, hvorfra han forsikrede Christian, at han ikke var gået over til Frederiks parti, men at han frygtede for sit liv. Han havde fået et brev fra Sigbrit, der godt nok ikke var spor truende, men som han opfattede som "fordækt". Kong Christians svarbrev var så hånligt, at Urne "klart forstår, hvor stor fare jeg har været i". Han opsagde derefter sin troskab mod kongen, også med tanke på de to biskopper under Stockholms blodbad, "som du halshuggede uden at lade dem skrifte, og lod deres lig blive liggende i tre dage for hunde og ravne". Mest påfaldende er det, hvor villige alle disse mænd var til at tro, at Sigbrit stræbede dem efter livet.
19. marts deponerede Sigbrit en kiste med guldsager og penge i et nonnekloster i København, vel nok fordi, hun har regnet med at vende tilbage. Så sent som 5. april havde Frederik 1. skrevet til hanseaternes kontor i Bergen og bedt dem om at fange Sigbrit, som angivelig var flygtet til Norge med store skatte. Imidlertid var hun stadig i København, og først mandag aften 23. april 1523 flygtede hun med kongens familie til Nederlandene.
Rygterne svirrede. 22. september 1523 meldte en engelsk udsending i Antwerpen til kardinal Wolsey, at Christian 2.s egne folk havde dræbt "kvinden fra Holland, som var mor til hans due - det kalder de fyrstens frue i det land."

## Tilbage i hjemlandet
I slutningen af april 1523 nåede skibene Veere. For første gang i mere end 20 år var Sigbrit tilbage i sin hjemegn, men som en jaget person. Hun og kongefamilien skilte lag, og efter en tid bad dronningens faster Margrete da også kong Christian om at udlevere Sigbrit. Han forsikrede, at han ikke vidste andet om hende, end at hun skulle være druknet. Måske gik der virkelig sådan et rygte. Men han forsikrede også, at han ville have udleveret Sigbrit, hvis han bare havde vidst, hvor hun var, og det ville han næppe have gjort. En engelsk udsending rapporterede hjem til London: "Han har bragt hende til et hemmeligt sted." Kongefamilien boede i Lier, mens Christian 2. forgæves forsøgte at skaffe hjælp til en generobring av den danske trone. I november 1524 blev nogle skrin, Sigbrit og hendes bror Herman havde haft stående, flyttet til Utrecht. Måske opholdt Sigbrit sig der, for Utrecht var udenfor habsburgernes myndighedsområde.
I 1525 bad Herman kong Christian om at udvirke asyl for søsteren, "som så længe var Deres nådes fattige slave og tjenestepige", så hun kunne færdes frit. Kongen viste til, at han et år tidligere havde forsikret fru Margrete om, at han havde brudt enhver kontakt med Sigbrit, og det løfte ville han fortsat holde, "bortset fra den befaling, jeg netop har givet Pompeius Occo". En ordre til bankmanden Occo må vise til en udbetaling til Sigbrit, så hun havde noget at leve af. Det er det eneste tegn til, at Christian 2. nogensinde var i kontakt med Sigbrit efter ankomsten til Nederland.
Christians svoger, kurfyrst Joachim af Brandenburg, fik at høre, at Sigbrit opholdt sig i hertugdømmet Geldern. Kurfyrst Joachim forsøgte at få hertug Karl af Geldern til at udlevere denne "skadelige kvinde", der var "kurfysten, hans kone og andre af hans venner modbydelig", men hertug Karl af Geldern lå i konflikt med habsburgerne og Burgund, og skyldte dem ingen tjenester.

## I fangenskab
I 1526 døde dronning Elisabeth, kun 24 år gammel. Dermed svækkedes Christian 2.s tilknytning til habsburgerne, der i øvrigt aldrig blev overbevist om, at han virkelig havde brudt forbindelsen med Sigbrit. I maj 1527 skrev en munk til kongen på vegne af det nonnekloster, hvor Sigbrit havde deponeret rigdomme inden sin afrejse fra København, om kongen kunne være behjælpelig med at få Sigbrit til at samtykke i, at de fattige nonner kunne få rigdommene overladt til eget forbrug. Kong Christians søster skrev til ham i oktober 1528 i håb om at få hjælp for sine ophovnede ben. Hun fik en af sine tjenestepiger til at beskrive sygdommen på hollandsk, så Sigbrit ville kunne læse det. Men kongen besvarende ingen forespørgsler om hende.
Landsadvokaten i grevskabet Holland, Aert van der Goes, deltog i 1531 på et møde i Gent, hvor også kejser Karl var til stede. I sit referat omtaler van der Goes i forbifarten: "Den dag var jeg sammen med Sigbrit." Ved siden af har han tilføjet "Sigbrit - den danske konges elskerinde". Skønt denne beskrivelse er forkert, er dette den første sikre observation af Sigbrit efter hendes hjemkomst otte år tidligere. Fyrstebispedømmet Utrecht var blevet annekteret af habsburgerne i 1528, så hvis Sigbrit havde levet i skjul der, kan hun være blevet arresteret. Mødet i Gent fandt sted ved kejser Karls første besøg i området efter Utrechts fald, og det kan forklare, at Sigbrit også kom. Måske ønskede kejseren at møde den kvinde, der angiveligt havde kostet hans svoger hans kongeriger. Fra Gent blev hun ført til Vilvoorde, hvor borgen blev anvendt som statsfængsel.
I 1532, da Christian 2.s hovedløse felttog i Norge gik mod sin ende, søgte han støtte hos sin svoger kejser Karl, der imidlertid var ved at bryde helt med ham. Christians admiral, junker Heinrich van Antwerpen, blev arresteret af kejserens mænd og underkastet en grundig afhøring. Kejser Karl skrev, at "det vil være nyttigt, hvis han kender noget til den gamle kone i Vilvoorde, for hvis han gør, kan man blive af med hende. Det vil være en fordel, hvis loven ellers tillader det." Andre end Sigbrit kan der næppe være tale om. Hvis hun blev brændt som heks, faldt det sammen med de tidligere beskyldninger mod hende. Imidlertid kunne en beskyldning om at være lutheraner også føre folk til bålet. Det var netop i Vilvoorde, at William Tyndale blev brændt levende i 1536. Christian 2. hørte selv Luther tale, og blev stærkt grebet. For at opretholde sit forbund med kejser Karl, måtte han dog erklære sig som from katolik. Men flere af Christians rådgivere og tjenere blev omvendt, og sommeren 1528 blev flere af dem fængslet i Lier. Myndighederne så gennem fingrene med det, hvis nogen bekendte sig til den nye lære; men de greb ind overfor forkyndere. Christian fik de fleste løsladt, men én af hans tjenere blev brændt på bål som kætter. Kejser Karl kan derfor have fået junker Heinrich afhørt for at få kendskab til flere kættere i kong Christians kreds. Om Sigbrit var blandt dem, og af den grund blev dømt, ved vi ikke. Her i Vilvoorde ender sporene efter hende.
Gravstenen, Sigbrit havde købt til sig selv i København, og hvoraf de bevarede brudstykker nu opbevares på Nationalmuseet, endte først hos hendes gamle fjende Knud Pedersen Gyldenstierne til Tim. Han satte den op ved indkørslen til sin slægtsgård i Jylland, og opfordrede sine tjenere til dagligt at spytte eller urinere på den. Som Torben Oxes fætter havde Gyldenstierne siddet fængslet, mistænkt for delagtighed i Dyvekes død.